# Geisterjäger John Sinclair

Serienlogo

Geisterjäger John Sinclair ist der Titel einer deutschsprachigen Serie von Grusel-Heftromanen und zugleich der Name der fiktiven Hauptfigur der Reihe.

## Entwicklung der Romanserie
John Sinclair wurde 1973 vom Autor Helmut Rellergerd alias Jason Dark erfunden. Sein erstes Abenteuer, Die Nacht des Hexers (veröffentlicht am 13. Juli 1973), erschien in Band 1 der Heftroman-Serie Gespenster-Krimi des Bastei-Verlags. Nach 50 Episoden im Rahmen des Gespenster-Krimi wurde John Sinclair als eigenständige Heftroman-Serie ausgekoppelt. Sie entwickelte sich zur erfolgreichsten deutschen Gruselserie mit wöchentlichem Erscheinungsrhythmus. Von April 1981 bis April 2007 erschienen zusätzlich zur Heftserie insgesamt 312 Taschenbücher. Außerdem wurden insgesamt sieben längere Romane in klassischer Buchform veröffentlicht, darunter das Hardcover Die Rückkehr des Schwarzen Tods. Zahlreiche Geschichten wurden in andere Sprachen übersetzt. Grundprinzip ist stets eine Art Krimihandlung im Stil von Jerry Cotton, angereichert mit übernatürlichen Horror-Elementen.
- Band 1 der Heftserie Im Nachtclub der Vampire erschien am 17. Januar 1978.
- Band 500 Der Dunkle Gral erschien am 1. Februar 1988.
- Band 1000 Das Schwert des Salomo erschien am 1. September 1997.
- Band 1500 Der Albino erschien am 10. April 2007.
- Band 2000 Das Höllenkreuz erschien am 8. November 2016 erstmals mit neu gestaltetem Cover (Wegfall des schwarzen Rahmens um das Titelbild).

Nachdem die Romane, die im Rahmen der Gespenster-Krimis erschienen, sowie die ersten Bände der eigenständigen Serie in der dritten Person geschrieben waren, ging Jason Dark in Band 6 erstmals zur Ich-Perspektive über, die er wenig später beibehielt.

### Autor Jason Dark
Die Mehrzahl der Romane wurde von dem aus Nordrhein-Westfalen stammenden deutschen Autor Helmut Rellergerd (geboren am 25. Januar 1945 in Dahle) unter dem Pseudonym Jason Dark verfasst. Weitere Autoren bis Band 183 der Serie waren Walter Appel, Martin Eisele, Friedrich Tenkrat und Richard Wunderer; sie schrieben insgesamt 55 Romane. In der vierten Auflage sowie in der Sammleredition genannten Nachdruckreihe im Taschenbuch-Format sollten die Romane der Fremdautoren durch neue Geschichten aus der Feder Jason Darks ersetzt werden. Dieses Vorhaben wurde aufgrund von Leserprotesten gestoppt und nur sieben Ersatzromane veröffentlicht.
Seit Band 1851 erscheinen verstärkt Romane anderer Autoren, darunter Michael Breuer, Uwe Voehl, Alfred Bekker, Eric Wolfe, Ian Rolf Hill (Florian Hilleberg), Rafael Marques und Logan Dee. Die beiden Oculus-Bücher (2017) stammen von Wolfgang Hohlbein und Brandmal (2017) aus der Feder von Mark Benecke, der in dem Roman zusammen mit seinem Team ermittelt. Anders als früher werden die Autoren namentlich genannt. Mit den Bänden 2000 bis 2002 erschien erstmals ein Dreiteiler, der von unterschiedlichen Autoren verfasst wurde.
Lange Zeit erschien in jedem Heft der ersten Auflage eine von Jason Dark zusammengestellte Leserbriefseite. Diese entfiel in den Ausgaben vor Heft 2000 zeitweilig.

### Neuauflagen
John Sinclair erschien in insgesamt fünf Auflagen. Ab der zweiten Auflage wurden alle 50 Romane aus dem Gespenster-Krimi der eigenständigen Serie vorangestellt, sodass der eigentliche Band 1 immer als Band 51 erschien. Inzwischen wurden alle Neuauflagen eingestellt. In den Neuauflagen erschien anstelle der Leserseite jeweils eine Horror-Kurzgeschichte, welche von Lesern der Serie eingereicht werden konnten.

#### Zweite Auflage
Die zweite Auflage erschien ab dem 25. August 1980 (Band 001) mit einem grünen Einband. Am 26. Juni 1990 (Band 448) wurde sie eingestellt, da die 3. Auflage ihren Nummernbereich erreicht hatte. In nur leicht verändertem Layout wurde sie am 11. Juni 1996 (Band 449) fortgesetzt. Als einbändiger Heftroman wurde sie dann am 19. März 2002 (Band 749) eingestellt und als Doppelband – sogenannte Sammler-Ausgabe – vom 26. März 2002 bis zum 26. August 2003 (Band 824/825, Band 750/751) fortgeführt.
Ab dem 7. Oktober 2003 wurde sie als John Sinclair Spezial wieder fortgeführt, diesmal jedoch als Doppelband mit Romanen aus anderen Serien wie Tony Ballard, Damona King und Gespenster-Krimi. Das John Sinclair Spezial endete am 3. Mai 2005 mit Band 44.

#### Dritte und vierte Auflage
Die dritte Auflage erschien ab März 1985 mit einem dunkelblauen und die vierte Auflage ab September 1991 mit einem dunkelroten Rand. Die dritte Auflage (Band 448) und die vierte Auflage (Band 218) wurden beide am 2. Juli 1996 eingestellt. Für die vierte Auflage schrieb Jason Dark sieben neue Romane, welche die Werke von anderen Autoren ersetzten.

#### Sammleredition
Ab 9. Juli 1996 erschien die fünfte Auflage. Diese erschien, mit dem Untertitel Sammleredition versehen, als Taschenheft. Sie hatte anfangs neu gemalte Titelbilder und wurde am 13. November 2001 mit Band 140 eingestellt. Die Nachauflagen in Taschenbuchform schlossen direkt an den letzten Band der Taschenheftserie an.

#### Jubiläums- und Themenbände
Die Jubiläumsbände (acht Romane im Taschenbuch) bildeten eine inoffizielle sechste Auflage, die jedoch im März 2006 nach 65 Ausgaben eingestellt und durch sogenannte Themenbände ersetzt wurde. Die Themenbände fassen jeweils vier Romane zu einem speziellen Themengebiet (z. B. Die Conollys) zusammen.

#### Sonder-Edition
Seit dem 16. Juni 2015 werden die John-Sinclair-Taschenbücher vierzehntäglich als 80-seitige Romanhefte mit alten und neuen Titelbildern wieder aufgelegt.

#### E-Books
Fast die komplette Heftromanserie wurde inzwischen digital veröffentlicht (EPUB und Kindle); aktuelle Romane sowie die Sonder-Edition erscheinen ebenfalls parallel als E-Books.
Als EPUB fehlen bis heute vier Romane von Martin Eisele:
- John Sinclair 0116 - Der Traum-Dämon
- John Sinclair 0128 - Der Seelenwald
- John Sinclair 0150 - Wo der Scheiterhaufen leuchtet
- John Sinclair 0159 - Der Engel, der ein Teufel war

#### John Sinclair Classics
Seit dem 12. Oktober 2017 erscheint alle zwei Wochen unter dem Namen John Sinclair Classics eine Neuauflage, beginnend mit dem Band Die Nacht des Hexers, der als Band 1 der Gespenster-Krimis erschienen ist.

### Reboot
Seit dem 27. März 2015 gibt es, vergleichbar mit Cotton Reloaded, unter dem Titel John Sinclair – Demon Hunter einen englischsprachigen, vom amerikanischen Autor Gabriel Conroy verfassten Neustart der Serie in Form von E-Books, in denen DCI John Sinclair ein kampferprobter Afghanistan-Veteran ist, der von seiner Vergangenheit verfolgt wird.
Bis September 2016 erschienen insgesamt zwölf Bände im Lübbe-Verlag:
| Episode | Titel                    | Erscheinungsdatum  | Autor          |
| ------- | ------------------------ | ------------------ | -------------- |
| 1       | Curse of the Undead      | 27. März 2015      | Gabriel Conroy |
| 2       | The Lord of Death        | 27. März 2015      | Gabriel Conroy |
| 3       | Dr. Satanos              | 27. März 2015      | Gabriel Conroy |
| 4       | A Feast of Blood         | 27. März 2015      | Gabriel Conroy |
| 5       | Dark Pharao              | 27. März 2015      | Gabriel Conroy |
| 6       | The Vampire Graveyard    | 27. März 2015      | Gabriel Conroy |
| 7       | A Long Day in Hell       | 27. September 2016 | Gabriel Conroy |
| 8       | The Taste of Human Flesh | 27. September 2016 | Gabriel Conroy |
| 9       | To Kill A Beast          | 27. September 2016 | Gabriel Conroy |
| 10      | Black Dragon Rising      | 27. September 2016 | Gabriel Conroy |
| 11      | Rage of the Black Dragon | 27. September 2016 | Gabriel Conroy |
| 12      | Some Darker Magic        | 27. September 2016 | Gabriel Conroy |

Die Bände 1 bis 3, 4 bis 6, 7 bis 9 und 10 bis 12 wurden auch jeweils als Sammlung zusammengefasst veröffentlicht. Die Romane wurden auch als Hörspiele in englischer Sprache veröffentlicht.

## Handlung der Romanserie
John Sinclair ist Oberinspektor bei Scotland Yard und in einer Sonderabteilung tätig, die sich mit übersinnlichen Phänomenen befasst. Die Serie ist nicht in Zyklen unterteilt, sondern es existieren zahlreiche Handlungsstränge mit in sich abgeschlossenen Abenteuern nebeneinander, wobei es trotzdem eine fortlaufende Entwicklung gibt. In den Romanen der Serie Gespenster-Krimi kämpft John meist gegen kleinere Gegner, die nur einen Roman standhalten. Ausnahmen bilden dabei nur Dr. Tod, Belphegor und der Mandarin. Mit Beginn der eigenständigen John-Sinclair-Serie bekommt es John mit seinen ersten Supergegnern zu tun, dem Schwarzen Tod, Asmodina, dem wiederauferstanden Dr. Tod und dessen Mordliga. Regelmäßig werden nun auch mehrteilige Abenteuer veröffentlicht. Als weitere große Feinde tauchen danach die Großen Alten auf. Nach deren Vernichtung trifft John auf die Templer und deren böse Gegenspieler um Baphomet. Mit der Verwandlung Will Mallmanns in Dracula II bekommt John einen weiteren starken Gegner. Weitere starke Feinde sind beispielsweise Lupina, der Spuk oder Vincent van Akkeren. Neben klassischen Horrorgestalten wie Vampiren, Zombies, Ghouls oder Werwölfen werden für die Geschichten häufig Elemente aus den unterschiedlichsten Mythologien aufgegriffen und teilweise frei interpretiert: Gestalten aus der germanischen, respektive nordischen oder keltischen Sagenwelt oder Religion sind beispielsweise ebenso vertreten wie christliche Elemente, Figuren aus der griechischen (z. B. Medusa, Pandora) oder hinduistischen Götterwelt (z. B. Kali) oder das mythische Inselreich Atlantis. Auch reale Figuren wie Jack the Ripper oder die Ideen anderer Autoren wie Frankensteins Monster werden gelegentlich verwertet.

### Crossovers mit anderen Bastei-Serienhelden
Daneben gab es innerhalb der Romanreihe auch einige Crossovers mit anderen Serienhelden aus dem Bastei-Verlag. Diese gab es vor allem zu Beginn der Serien. Der französische Para-Psychologe Professor Zamorra, ebenfalls eine Schöpfung Jason Darks, war der erste Held, mit dem es ein Crossover gab, damals noch im Gespenster-Krimi Nr. 122 Der Fluch aus dem Dschungel. Im Band 65 Gefangen in der Mikrowelt erhielt Sinclair erneut Unterstützung von Zamorra. Weiterhin gab es einige Crossover mit dem Privatdetektiv Tony Ballard. Die vier Romane mit Tony Ballard stammten ausnahmslos aus der Feder von Friedrich Tenkrat. Des Weiteren kam es auch zu einem Gastauftritt der weißen Hexe Damona King in Nr. 103 Asmodinas Todesengel. Im Laufe der Serie gab es insgesamt zehn Crossover mit dem CIA-Agenten Mark Baxter. Im Jahr 2017 erschienen die beiden Bücher Oculus - Im Auge des Sturms und Oculus - Das Ende der Zeit von Wolfgang Hohlbein. Hierbei handelt es sich um ein Crossover zwischen John Sinclair und Hohlbeins Romanreihe Der Hexer von Salem. Die beiden Bücher wurden außerdem vertont und als Hörspiel-Sondereditionen herausgebracht.
2018 gab es zum ersten Mal nach vielen Jahren wieder ein Crossover zwischen John Sinclair und Professor Zamorra. Seitdem finden Überschneidungen zwischen den beiden Heftromanserien wieder regelmäßiger statt, unter anderem gab es 2019 auch ein Crossover zu Halloween. Mit dem Zweiteiler der Romane 1236 Unheilige Erde und 1237 Finale in der Todeszone kam es innerhalb von Professor Zamorra im Oktober 2021 erneut zu einem Crossover mit John Sinclair. Die Romanreihe Dämonenkiller ist ebenfalls im selben Serienuniversum angesiedelt; die Titelfigur Dorian Hunter wird gelegentlich in den Romanen erwähnt und hatte gemeinsam mit John Sinclair Gastauftritte in den Romanen 1199 Das lauernde Böse und 1203 Svantevits Erben der Serie Professor Zamorra.
Im Herbst 2023 wurde erstmals ein Crossover-Mehrteiler zwischen drei verschiedenen Serienhelden realisiert. Dieser Dreiteiler beginnt in Band 2360 Niemandsland von Geisterjäger John Sinclair, wird in Band 1288 Niemandsleben der Reihe Professor Zamorra fortgesetzt und endet schließlich in Band 134 Niemandskind der Serie Dorian Hunter.

## Figuren der Romanserie

### Das Sinclair-Team und andere Kampfgefährten
- John Sinclair ist die Hauptfigur der Serie. Er ist blond, 1,90 m groß und Oberinspektor (korrekte Bezeichnung im Englischen: Detective Chief Inspector, abgekürzt DCI) bei Scotland Yard. Ursprünglich stammt er aus der schottischen Ortschaft Lauder, in der seine Eltern im Ruhestand bis zu ihrem Tod lebten. Er selbst wuchs jedoch in London auf, wo sein Vater Horace F. Sinclair eine gutgehende Anwaltskanzlei besessen hatte. Nach seinem Jura- und Psychologiestudium, während dem er auch Kurse in Parapsychologie besucht hatte, begann er seine Karriere bei der Mordkommission und wechselte dann zur neu gegründeten Spezialabteilung für außergewöhnliche Fälle. Im Verlauf der Serie stellt sich heraus, dass John Sinclair der Sohn des Lichts ist und schon mehrfach wiedergeboren wurde. So hat er beispielsweise als Templerführer Hector de Valois gelebt, als Richard Löwenherz und vermutlich auch als König Salomon. Einer seiner Ahnen ist außerdem Henry St. Clair, welcher der Legende nach ca. 100 Jahre vor Kolumbus Amerika entdeckt haben soll. Neben seiner Muttersprache Englisch spricht John fließend Deutsch und Französisch sowie ein paar Brocken Italienisch. Er beherrscht Karate und verfügt über einen gültigen Pilotenschein für Hubschrauber. Vom Innenministerium wurde er mit Sondervollmachten ausgestattet, die ihn im Notfall weisungsbefugt über jede Polizeibehörde des Vereinigten Königreichs machen.
- Sinclairs ältester Freund ist der Reporter Bill Conolly, den er bereits während seiner Zeit bei der Mordkommission kennenlernte. Seine Frau heißt Sheila Conolly und ist als  Erbin eines Chemie-Konzerns Multimillionärin. Die beiden lernten sich kennen, nachdem Sheilas Vater von dem Dämon Sakuro getötet wurde. Sie wird in Band 2001 Gespensterreigen von einem Dämon durch Genickbruch getötet, wofür John Sinclair sich die Schuld gibt. Sheila gelangt kurzfristig in die Hölle, wird aber vom Erzengel Uriel gerettet. Letztlich kann sie wieder ins Leben zurückgeholt werden.
- Suko ist der chinesische Arbeitskollege und Freund von Sinclair. Ursprünglich der Fahrer für den Patron eines Geheimbundes in Chinatown, stieß er zu Sinclairs Team, nachdem sein Arbeitgeber von einem Drachenkult ermordet worden war. Seine Freundin ist die Chinesin Shao, welche die Wiedergeburt der japanischen Göttin Amaterasu ist. Nachdem er anfangs ein freier Mitarbeiter war, bekleidet er seit Band 189 Dämonen im Raketencamp offiziell den Rang eines Inspektors bei Scotland Yard.
- Jane Collins, von Beruf Detektivin, ist eine Freundin von John Sinclair. Nachdem sie vom Geist des Rippers zur Hexe gemacht und befreit worden war, zog sie bei Lady Sarah Goldwyn ein. Ihre frühere Beziehung zu John wurde zwar nie wieder die gleiche, dennoch verbringen sie hin und wieder eine Nacht miteinander oder lösen gemeinsam Fälle. Zudem schlummern in ihr immer noch latente Hexenkräfte. Sie hat ein Kunstherz, da ihr echtes von einem Teufelsdiener im Auftrag von Asmodis aus ihrem Körper herausgeschnitten wurde.
- Sir James Powell ist Johns strenger Vorgesetzter beim Yard und bekleidet den Rang eines Superintendent. Er ist verheiratet, lebt aber schon seit Jahren von seiner Frau Agatha Kassandra getrennt. Er ist Mitglied in einem renommierten Gentlemen’s Club, welchen er in seiner Freizeit häufig aufsucht. Zusammen mit seinen Clubmitgliedern geht er auch gerne auf die Jagd, eines seiner liebsten Hobbys. Er wird nur gelegentlich direkt in Fälle verwickelt.
- Glenda Perkins ist Johns Sekretärin. Auch sie verfügt über besondere Kräfte, so kann sie sich selbst in bestimmten Situationen (große Gefahr etc.) durch starke Konzentration an einen anderen Ort teleportieren. Sie hatte ihren ersten Auftritt im Gespenster-Krimi Band 157.
- Johnny Conolly ist Bills und Sheilas Sohn und John Sinclairs Patenkind, dessen Vornamen er trägt. Er ist die einzige Figur in der Serie, die wahrnehmbar altert, bis er erwachsen ist. Im Verlauf der Serie wird er schon als Kind mehrfach in Abenteuer verwickelt und löst als Student später seinen ersten eigenen Fall (Band 1375). In Band 2001 verschlägt es Johnny in eine andere Dimension, in der Menschen und Dämonen mehr oder weniger friedlich miteinander leben und wo er den Mord an seiner Mutter rächen will. Die Abenteuer, die er dabei erlebt, werden im Spin-off Dark Land – Gefangen in der Anderswelt erzählt, dessen erste Folge am 22. November 2016 erschien; die Serie wurde 2018 mit Band 42 eingestellt. Mit Band 2085 kehrt er in die Hauptserie zurück.
- Der übergelaufene atlantische Magier Myxin lebt zusammen mit dem Eisernen Engel, Sedonia und Kara, die ein goldenes Schwert besitzt, in einem magischen Refugium, den „Flammenden Steinen“.
- Der BKA-Kommissar Will Mallmann trat erstmals im Gespenster-Krimi Band 148 auf und war bis zu seiner Verwandlung in Dracula II in Band 569 der deutsche Kampfgefährte von John. Seitdem sind Harry Stahl und Dagmar Hansen Johns deutsche Kollegen.
- Der Inder Mandra Korab ist im Besitz von sieben Dolchen, mit welchen er zusammen mit John gegen das Böse kämpft.
- Der Goldene Samurai wurde von Emma Ho erschaffen, wandte sich jedoch gegen die Hölle. Er schwor sich die Vernichtung Tokatas, einem Mitglied der Mordliga, der gleichzeitig mit ihm erschaffen worden war. Er köpfte ihn in einem Zweikampf um den goldenen Fächer der Göttin Amaterasu. Er ist ein natürlicher Verbündeter des Sinclairteams. Später verliert er den Fächer und sein Leben an Shimada.
- Abbe Bloch war der Anführer der guten Templer in Alet-les-Bains. [Band 412-1218] Nach seiner Ermordung durch den Baphomet-Templer Vincent Van Akkerren tritt Godwin de Salier seine Nachfolge an. Sie sind als Templerführer im Besitz des Würfels des Heils und des Knochensessels. [Band 872-]
- Die Tierärztin Maxine Wells und das von ihr adoptierte, durch verbrecherische Genmanipulation eines verrückten Wissenschaftlers mit Flügeln ausgestattete Mädchen Carlotta leben in Dundee (Schottland).
- Der Rote Ryan lebt in Aibon und besitzt als Waffe seine magische Flöte.
- Chief Inspector Tanner ist ein langjähriger Kollege von der Londoner Polizei. Er ist so etwas wie eine Romanversion von Columbo.
- Lady Sarah Goldwyn, auch die Horror-Oma genannt, lebte bis zu ihrem Tod in ihrem Haus in Mayfair. Dort besaß sie eine immense Sammlung an Horrorfilmen, Geschichtsbüchern und Fantasyliteratur. Als dreifache Witwe hatte sie ein größeres Vermögen angehäuft. Nachdem John Sinclair sie im Rahmen eines Falles, in den die alte Dame verwickelt wurde, kennen gelernt hatte, wurde sie immer wieder in Ermittlungen gezogen, bis sie durch zwei von Vincent van Akkeren geschaffenen Vampirmonstern ermordet wurde. Jane Collins war zuvor bei ihr eingezogen und erbte das ganze Haus. [Band 130–1324]
- Yakup Yalcincaya stammte ursprünglich aus der Türkei, lebte aber später in einem Shaolin-Kloster in der Nähe von San Francisco. Yakup war ein Großmeister asiatischer Kampfsportkünste. Er besaß ein magisches Schwert, welches er dem Dämon Shimada abgenommen hatte, zwei heilende Shaolin-Handschuhe und die Ninja-Krone. Nach Shimadas Ende wurde Yakup jedoch von Dienern des Dämons getötet. Seine magischen Waffen finden noch heute in den Tresoren von Scotland Yard ihren Platz.
- Frantisek Marek, genannt Marek der Pfähler, war ein transsilvanischer Freund und Vampirjäger aus Petrila. Seine wichtigste Waffe im Kampf gegen die Blutsauger war ein vom Vater geerbter Eichenpfahl. Mit ihm musste John Sinclair seinen Weggefährten erlösen, als Dracula II Marek zum Vampir gemacht hatte, nachdem zuvor schon Frantiseks Ehefrau Marie von John getötet werden musste, da Lady X sie in einen Vampir verwandelt hatte. Im Besitz der Familie Marek befand sich lange Zeit auch Johns silbernes Kreuz. [Band 33–1416]
- Als die Schöne aus dem Totenreich wird Kara bezeichnet. Sie stammt von der untergegangenen Insel Atlantis und ist die Tochter des Hohepriesters Delios, welcher sie zu einer Kämpferin erzog und ihr das Goldene Schwert und den Trank des Vergessens als Waffen überließ.
- Eine von Johns ältesten Bekannten ist Nadine Berger, welche ihren ersten Auftritt bereits im Gespenster-Krimi Band 113 hatte und zu Beginn Schauspielerin war. Nachdem sie mehrfach in Fälle verwickelt worden war und dadurch sogar ihren Verlobten verloren hatte, wurde sie getötet, weil sie für John den Lockvogel spielte. Ihr Geist wurde jedoch von Fenris in einen Wolfkörper gebannt und überlebte. In Wolfsgestalt hatte Nadine telepathischen Kontakt zu Johnny Conolly und beschützte ihn längere Zeit. Nach vielen Wirrungen kann John ihr schließlich wieder menschliche Gestalt verleihen, und sie zieht nach Avalon.

### Die Gegner
John Sinclair kämpft gegen Wesen aus dem Grusel-/Horror- und Fantasygenre wie Dämonen, Ghouls, Zombies, Werwölfe und Vampire. Viele Gestalten stammen aus verschiedensten Mythologien. Weiterhin ist er im Laufe der Zeit einigen Supergegnern gegenübergestanden:
- Luzifer ist das absolute Böse; die vier Erzengel haben ihn und seine Verbündeten zu Anbeginn der Zeit in die Finsternis der Verdammnis verstoßen. Er besteht aus drei Gestalten (aka. die teuflische Dreifaltigkeit), die autonom agieren können:
  - Asmodis ist der Teufel und Herrscher der Hölle. Ihm dienen tausende von anderen Dämonen und Menschen. Er sieht sich zwar auch als Anführer der Hexen, dieser Platz wird ihm allerdings von Lilith streitig gemacht.
    - Asmodina ist die Tochter des Teufels und sorgt für die Wiedererweckung Dr. Tods. Sie wird aber von diesem mit dem silbernen Bumerang enthauptet und ihr Körper von John mit dem Kreuz vernichtet. [Band 67-202]
    - Wikka wurde von Asmodis zur Königin der Hexen gemacht. Gemeinsam mit Jane Collins, die vom Geist des Rippers besessen war, stellte sie das Sinclair-Team lange Zeit vor große Probleme. Als sie jedoch in die Gefangenschaft Arkonadas geriet, wurde sie von dem Dämon verbrannt.

  - Baphomet, der Dämon mit den Karfunkelaugen, ist ein Götze und der Anführer der bösen Templer.
  - Beelzebub ist eine weitere Teilgestalt Luzifers. Er taucht meist nur als Schattenriss auf und hat eine Vorliebe für Zombies. John trifft erstmals in Band 458 auf ihn.

Ab Band 2000 tritt Luzifer als Hauptgegner in Erscheinung, der mit dem Höllenkreuz persönlich eine Waffe als Gegenpol zu John Sinclairs silbernem Kruzifix geschaffen hat.
- Die Kreaturen der Finsternis sind die direkten Diener Luzifers. Sie standen ihm bereits beim ersten Krieg gegen die Engel zur Seite und stürzten mit ihrem Meister in die ewige Verdammnis. Doch mittlerweile wandeln sie wieder als Menschen getarnt auf Erden, wobei ihre Zweitgestalt meist die einer Echse oder eines Gorillas ist. [Band 737–][6]
- Lilith ist die Geliebte Luzifers, die erste Hure des Himmels, und sieht sich selbst als Herrscherin über die Hexen. Dadurch gerät sie des Öfteren mit Asmodis in Konflikt. Sie erscheint häufig in Gestalt eines riesigen Kraken.
- Dr. Tod ist Johns erster größerer Gegner und tötet sich nach verlorenem Kampf gegen John mit einem silbernen Nagel. Sein Geist wird jedoch von Asmodina und dem Spuk in den Leib des verstorbenen Mafiabosses Solo Morasso gesetzt. Er gründet die Mordliga, um John zu bekämpfen und die Menschheit zu vernichten. Später verbündet er sich mit dem Spuk gegen Asmodina und köpft diese mit dem silbernen Bumerang. Schließlich fällt er in ein Piranhabecken und wird zerfressen. [GK94–GK113; Band 108–230]
- Der Schwarze Tod ist ein an den Sensenmann angelehntes  riesiges schwarzes Skelett, das rotglühende Augen besitzt und als Waffe eine große Sense bei sich trägt. Er tötet die Frau von Will Mallmann nach deren gemeinsamer Hochzeit. John tötet ihn mit dem silbernen Bumerang. Trotzdem taucht er in Vergangenheitsabenteuern immer wieder in der Serie auf. Ab dem Hardcover-Roman Die Rückkehr des Schwarzen Tods wird er wieder Johns Hauptgegner, ist allerdings nur noch menschengroß, nicht mehr so mächtig und wird daher nach kurzer Zeit von John mit der Goldenen Pistole wieder vernichtet. [Band 7–1387]
- Die Großen Alten waren eine Gruppe von Superdämonen, die bereits seit vielen Jahrtausenden existieren. Sie waren die Herrscher über die Leichenstadt. Nach dem Tod eines Großen Alten wurde auch ihr Teil der Leichenstadt vernichtet. Außer dem Spuk fanden sie alle in einer gewaltigen Auseinandersetzung mit dem Eisernen Engel, Myxin, Kara, Lilith, John, Suko und Asmodis ihr Ende. Dies waren ihre Mitglieder:
  - Kalifato war ein gewaltiger Spinnendämon. Ihn lernte John Sinclair als ersten der Großen Alten kennen. Als es zum Kampf gegen die Höllenmächte kam, wurde er von Asmodis im Land ohne Grenzen vernichtet.
  - Gorgos, auch der Gläserne genannt, gebot über eine große Anzahl von Dienern, die ebenfalls aus Glas bestanden. Doch als ihn der Eiserne Engel in seiner eigenen Welt mit dem magischen Pendel angreift, findet auch er den Tod.
  - Krol hatte die Gestalt eines riesigen Kraken. Er wird von Myxin mit Karas goldenem Schwert vernichtet.
  - Der Zwillingsbruder des Eisernen Engels war zwar ebenfalls ein Großer Alter, wurde aber von den anderen Mitgliedern als Gegenpart für den Eisernen Engel geschaffen. Er war der letzte Große Alte, der in die Serie eingeführt wurde, und wurde auch schnell wieder von seinem Bruder geköpft.
  - Hemator war ursprünglich der Anführer und gleichzeitig mächtigste Dämon der Großen Alten. Er besaß zwei gewaltige Steinhände, mit denen er seine Gegner zerquetschen konnte. Doch als der Eiserne Engel ihn mit dem magischen Pendel bekämpft, vergeht er mitsamt dem Pendel.
  - Der Spuk ist der letzte der Großen Alten. Er ist der Herr über die Seelen der gestorbenen Dämonen, welche ihm seine Macht verleihen. Seine Gestalt ist die eines riesigen Schattens, den er von dem Sternenvampir Acron gestohlen hat. In der Antike war er der Geliebte der kanaanäischen Fruchtbarkeitsgöttin Astarte gewesen, die daraufhin von ihrem Gemahl Baal verflucht wurde. Mittlerweile hat der Spuk einen Waffenstillstand mit John geschlossen. [Band 19–]
  - Außerdem gab es mehrere Dämonen, die direkt den Großen Alten dienten:
    - Arkonada war der Herrscher über den Planeten der Magier, auf dem die Goldenen Pistolen hergestellt wurden. Als er von Myxin mit der Totenmaske aus Atlantis attackiert wird, zerreißt deren Macht ihn in viele Schattenfetzen. Einige Monate später wird er jedoch mit dem silbernen Bumerang endgültig zur Hölle geschickt.
    - Izzi war ein atlantischer Götze und bildete einst mit der Teufelstochter Asmodina eine Einheit. Nach deren Erweckung trat er als riesiger Wurm auf, wurde aber ebenfalls mit dem Bumerang vernichtet.
- Belphegor, der Hexer mit der Flammenpeitsche, gehört zu den Erzdämonen. Nachdem er nach einem Duell mit John und Suko in der Mikrowelt zurückbleibt, verbündet er sich mit dem Götzen Izzi, wodurch sein Körper sich in Würmer verwandelt. Schließlich wird er vom Eisernen Engel mit dem magischen Pendel zerstört. [GK188–Band 262][7]
- Die Mordliga war eine Vereinigung aus Dämonen und Verbrechern. Ihr Anführer war Solo Morasso alias Dr. Tod, bis er in einem Fischbecken von Piranhas zerrissen wurde. Auch eine zeitweilige Rückkehr scheiterte. Die Mordliga bestand aus folgenden Mitgliedern:
  - Lady X alias Pamela Scott ist eine Top-Terroristin, die später zur Vampirin wird. Nach dem Ende des Dr. Tod übernimmt sie die Führung der Mordliga. Allerdings wird sie, als sie versucht, einen Vampir-Geheimbund aufzubauen, von Frantisek Marek gepfählt. Doch der Vampirgraf Boris Bogdanovich erweckt sie mittels eines Schlangenzaubers erneut zum Leben. Mit einer Silberkugel vernichtet John Sinclair sie schließlich endgültig.
  - Lupina ist die Königin der Werwölfe. John verliebte sich in sie, während er in einen Werwolf verwandelt war. Sie hatte mit Fenris einen Sohn gezeugt, Luparo, in dessen Wolfskörper ihr Geist einfuhr, als Lady X sie erschossen hatte. Da es John Sinclair gelang Luparo zu töten, ging Lupinas Geist vorübergehend verschollen, konnte aber von Fenris gerettet werden. Viele Jahre später wird sie von dem Umweltdämon Mandragoro vergiftet und stirbt endgültig.[8] [Band 131–461]
  - Vampiro-del-mar ist der Kaiser der Vampire. Er wird im Taschenbuch Nr. 030 von John geköpft.[9]
  - Xorron ist der Herrscher der Ghouls und Zombies. Nach einem großen Kampf wird er in der Kristallwelt von dem Geisterjäger mit dem Schwert des Dämons Shimada vernichtet.[10] Viele Jahre nach seiner ursprünglichen Vernichtung wird Xorron schließlich von Pandora wiedererweckt. [Taschenbuch 9–Band 285; Band 2402–]
  - Tokata ist der Samurai des Satans, welcher einen Arm durch Johns Bumerang verliert. Er wird schließlich von dem Goldenen Samurai in einem Kampf um den goldenen Fächer auf einer japanischen Insel geköpft.
  - Mr. Mondo ist ein verrückter Wissenschaftler. Ihm gelingt es, John in einen Werwolf zu verwandeln. Innerhalb der 200er-Trilogie stirbt er, als er in einen Lavasee fällt.
- James Maddox war zu Lebzeiten ein grausamer Richter, der auch unschuldige Menschen zum Tode verurteilte, die er für Verbrecher hielt. Da man ihm auf die Schliche kam, wurde er selbst hingerichtet. Da er jedoch mit dem Teufel im Bund stand, konnte er zurückkehren, um sich an denen zu rächen die ihn damals getötet hatten. Von da an richtete er über Dämonen, die versagt hatten, ob ihre Seele ins Reich des Spuks übergehen sollte oder ob sie eine zweite Chance erhielten. Er wurde von John Sinclair mit Hilfe dessen Kreuzes getötet und ging daraufhin selbst in das Reich des Spuks ein.[11] [Band 97–202]
- Dracula II (Will Mallmann) war bis zu seiner Verwandlung zum Vampir einer von Johns besten Freunden. Durch den Blutstein, der sich in seinem Besitz befand, war er immun gegen Silberkugeln, Pfähle und das Silberkreuz. Zudem war er Herr über die Vampirwelt. Bis zu seiner Vernichtung war es sein Ziel, die Erde zu einem Reich der Blutsauger zu machen. [Band 569–1645]
- Assunga, bekannt als ‚die Schattenhexe‘, ist die Anführerin der Hexen und lebt in ihrer eigenen Hexenwelt. Außerdem ist sie im Besitz eines Zaubermantels, mit dem sie blitzschnell an andere Orte und Dimensionen springen kann. Einige Zeit lebte sie auch als Partnerin des Dracula II. [Band 680–][12][13]
- Vincent van Akkeren, auch ‚Grusel-Star‘ genannt, war ursprünglich ein Regisseur von Snuff-Filmen, wandte sich aber als Diener dem Götzen Baphomet zu und nahm dessen Geist in sich auf. Sein Ziel war es, Großmeister aller Templer zu werden. Doch nachdem er mehrmals als tot gegolten hatte, sich unter anderem mit Dracula II, Saladin und dem Schwarzen Tod verbündet hatte, wurde er, zum Vampir mutiert, durch die Sense des Schwarzen Tods vernichtet. [Band 419–1359]
- Mandragoro ist der „Umweltdämon“ und kämpft als Herr über die Pflanzenwelt für den Erhalt der Natur. Er selbst erscheint in Gestalt eines wurzelartigen Pflanzengeschöpfs und tötet schließlich Lupina, nachdem diese versuchte, in sein Reich, einen durch eine Umweltkatastrophe zerstörten Wald in Wales, einzudringen.[14][15] Er hat eigentlich eine neutrale Grundhaltung, tötet aber, wenn er es für notwendig hält, auch Unschuldige. [Band 55–]
- Fenris ist der Herr der Werwölfe und ein germanischer Gott.
- Morgana Layton ist eine Werwölfin und Verbündete des Götterwolfs Fenris, unter dessen magischen Bann sie steht. In Wolfsgestalt hat sie ein rotbraunes Fell und grün leuchtende Augen. John traf erstmals in Band 291 auf Morgana, als diese im Schwarzwald Hunde in blutrünstige Raubtiere verwandelte. Nach Lupinas Tod wird sie zu ihrer Nachfolgerin und als neue Herrin der Werwölfe eine der langlebigsten Gegenspielerinnen des Sinclair-Teams.[16]
- Saladin war ein verbrecherischer Hypnotiseur, der zunächst dem Schwarzen Tod gedient hatte, später aber mit Dracula II in der Vampirwelt lebte. Mithilfe von Glenda Perkins gelingt es Sinclair schließlich, Saladin endgültig zu vernichten. [Band 1332–1555]
- Belial war der Engel der Lügen und ein Leibwächter Luzifers. Nachdem er sich mit dem Schwarzen Tod verbündet hatte, wurde er von den vier Erzengeln zerstört. [Band 850–1366]
- Die AEBA-Erzdämonen Astaroth, Eurynome, Bael und Amducias waren als Gegenpart zu den Erzengeln Leibwächter des Spuks und agieren vor allem aus dem Hintergrund. [Band 38–]
  - Die Horror-Reiter sind die Diener von AEBA und historisch die vier Reiter der Apokalypse. Sie erscheinen in der Gestalt von vier Skeletten in Rüstungen, die auf feuerspeienden Pferden reiten. Jeder von ihnen trägt eine Initiale auf seinem Brustpanzer, die andeutet, welchem der vier Dämonen sie jeweils direkt unterstellt sind. [Band 26–][17][18]
- Justine Cavallo (genannt die blonde Bestie) ist eine verführerische Vampirin, die sich zeitweise mit dem Schwarzen Tod und Will Mallmann (Dracula II) verbündet. John trifft erstmals in Band 1214 direkt auf sie. Später bildet Justine eine Zweckgemeinschaft mit dem Sinclair-Team und zieht bei Jane Collins als Untermieterin ein.[19]
- Logan Costello war das führende Londoner Mafia-Oberhaupt und tief ins Immobilien-Geschäft verstrickt. Nachdem Costello einen Pakt mit Asmodina eingegangen war, sollte er Solo Morasso (Dr. Tod) beschatten und ihr dessen Pläne verraten. Seitdem hatte das Sinclair-Team mehrfach Auseinandersetzungen mit ihm. Später wurde er von Dracula II zum Vampir gemacht und schließlich von Karina getötet. [Band 135–1058]
- Matthias ist ein Anhänger Luzifers, unter dessen direkten Schutz er auch steht. Deshalb kann auch Johns Silberkreuz nur wenig gegen ihn ausrichten. Ursprünglich war Matthias ein Agent des vatikanischen Geheimdienstes gewesen, bis er von Luzifer beeinflusst zu einem Satansdiener wurde. [Band 1575–]
- Shimada war die ‚lebende Legende‘, ein japanischer Dämon, der einem geheimnisvollen blauen See entstieg. Bis zu seiner Vernichtung war er der Herr über das Höllenschloss, das ihm die Reise durch Raum und Zeit ermöglichte. Sein Markenzeichen waren die eiskalten, blauen Augen und sein legendäres Schwert, das in den Tiefen der Hölle geschmiedet wurde. [Band 281–978][20]
- Akim Samaran stand auf Seiten des Spuks und war ein Künstler, der lebende Puppen aus Wachs und Skeletten herstellte. Er war außerdem kurzzeitig im Besitz des Würfels des Unheils, welchen er vom Spuk erhalten hatte. Samaran stirbt schließlich in einer Klostergruft auf Zypern, als das Richtschwert der Templer durch die Kreuzformel schmilzt und sich mit ihm verbindet. [Band 359–418][21]
- Strigus war ein alter Dämon in der Gestalt einer gewaltigen Eule. Er war der Gebieter der Strigen, Bluteulen mit skelettierten Köpfen und spitzen Zähnen. Der Eulen-Dämon war außerdem der Todfeind von Vampiro-del-mar und dessen roten Vampiren.[22] Nach vielen Jahren wird Strigus schließlich von Suko mit der Dämonenpeitsche vernichtet. [Taschenbuch 17–Band 1634]

## Schauplätze
In der Serie gibt es neben den realen Schauplätzen rund um die Welt (wie Schottland, England, U.S.A., Deutschland usw.) auch noch zahlreiche Parallelwelten. Beispiele hier für sind Aibon, Atlantis, der Planet der Magier, Avalon und die Vampirwelt. Aibon ist das Paradies der Druiden und gleichzeitig das Fegefeuer. Es ist in einen guten und einen bösen Teil geteilt. Herrscher über den bösen Teil ist der Druide Guywano. Im guten Teil lebt Johns Kampfgefährte, der Rote Ryan. Zudem steht in Aibon das Rad der Zeit, welches von den Männern in Grau bewacht wird. Atlantis ist der untergegangene Kontinent. Er war die Wirkungsstätte des Schwarzen Tods. Der Planet der Magier umkreiste den Kontinent Atlantis und war ein Zufluchtsort der Großen Alten nach dem Untergang des Kontinents. Auf ihm befindet sich auch mit dem Höllensumpf der Geburtsort des Schwarzen Tods. Zudem stammt die Goldene Pistole von hier. Arkonada, ein Diener der Großen Alten vernichtete dort die Oberhexe Wikka und wurde von Myxin mit Hilfe der Maske aus Atlantis in viele Schattenteile zerrissen [Dreiteiler, Band 310–312]. Avalon ist die sagenumwobene Insel aus der Artussage – zudem befindet sich der Dunkle Gral auf ihr. Die Vampirwelt wurde dem Herrscher der Vampire, Dracula II., von Luzifer geschenkt. Der Schwarze Tod eroberte diese Welt und versuchte in ihr Atlantis wieder auferstehen zu lassen. Doch nach dessen Vernichtung gelangte sie wieder in den Besitz von Dracula II, wurde jedoch vom Spuk vernichtet, der in Mallmann eine mögliche Bedrohung erkannte.

## Magische Gegenstände und Waffen in der Serie

### Waffen des Sinclair-Teams
Johns stärkste Waffe ist sein silbernes Kreuz. Er ist der Erbe des Kreuzes und damit der Sohn des Lichts, dessen Bestimmung es ist, gegen die Mächte der Finsternis zu kämpfen. Er bekam diesen Auftrag von einer Zigeunerin namens Vera Mönössy, als er erfolglos versuchte, sie vor zwei Schlägern zu beschützen. Der Prophet Hesekiel hat es in babylonischer Gefangenschaft geschmiedet. Auf der Oberfläche sind magische Symbole und alte Siegel aus unzähligen Kulturkreisen und Mythologien eingraviert, unter anderem das ägyptische Auge des Horus, die Om-Silbe, das Allsehende Auge und die griechischen Buchstaben Alpha und Omega. Unter dem abgebildeten Anch-Kreuz finden sich geheime magische Formeln aus der fernen Vergangenheit, welche das Gefüge der Welt zusammenhalten. John aktiviert das Kreuz durch Rufen der Namen der vier Erzengel, welche das Kreuz geweiht haben, und deren Anfangsbuchstaben auf dem Kreuz stehen: Michael, Gabriel, Raphael und Uriel. Das Kreuz aktiviert sich auch durch den lateinischen Spruch: Terra pestem teneto – Salus hic maneto! (nach Jason Dark wird dies wie folgt übersetzt: „Die Erde soll das Unheil halten, Heil soll auf der Erde walten“).
Eine weitere starke Waffe Johns ist der silberne Bumerang. Dieser bildete sich aus den letzten Seiten des „Buchs der grausamen Träume“. Mit dieser Waffe wurde der Schwarze Tod, der erste Supergegner Johns, zum ersten Mal vernichtet. Zahlreiche weitere der Feinde Johns fielen ihm ebenfalls zum Opfer. Er gelangte vorübergehend in den Besitz von Johns Erzfeind Dr. Tod, welcher mit ihm die Teufelstochter Asmodina köpfte. John besitzt auch noch den silbernen Nagel. Dieser hat Dr. Tod schon einmal vernichtet. Er gelangte kurz in die Hände Asmodinas. Als sie starb, nahm John den Nagel wieder an sich.
Als weitere Waffen hat John eine mit geweihten Silberkugeln geladene Beretta, Typ Beretta 92FS, sowie einen Silberdolch. In den frühen Folgen werden die Waffen im „Einsatzkoffer“ mitgeführt.
Unter anderem befinden sich darin auch Weihwasser und magische Kreide.
In Sukos Besitz befinden sich die Dämonenpeitsche und der Stab des Buddha. Die Dämonenpeitsche, welche sich ursprünglich im Besitz von Myxin dem Magier befunden hatte, ist aus der Haut des Dämons Nyrana hergestellt und hat drei Lederriemen, welche sich um den Gegner schlingen und ihn töten. Der Stab des Buddha erlaubt es dem Träger, durch Sprechen des Wortes „Topar“ die Zeit für fünf Sekunden anzuhalten. Während dieser Zeit ist die Umgebung des Trägers quasi „eingefroren“ und damit bewegungsunfähig, nicht jedoch der Träger. Dieser darf den Moment jedoch nicht nutzen, um jemanden – egal ob Mensch, Tier oder Dämon – zu töten, da sonst der Stab seine Wirkung verliert.
Johns Freund Bill Conolly besitzt eine der goldenen Pistolen. Diese stammen aus Atlantis und verschießen Schleim, welcher den Betroffenen einhüllt und auflöst. Mit dieser goldenen Pistole gelingt es John, den zurückgekehrten Schwarzen Tod zu vernichten.

### Andere wichtige magische Gegenstände
In der Serie erscheinen immer wieder magische Waffen und Gegenstände. Das „Buch der Grausamen Träume“ beinhaltet die Geheimnisse der Hölle, und aus seinen letzten Seiten entsteht der silberne Bumerang. Der Würfel des Heils und der Würfel des Unheils sind mächtige Waffen, die sich gegeneinander aufheben können. Sie befinden sich im Besitz des Spuks und des Templerführers Godwin de Salier. Der Dunkle Gral ist ein weiterer wichtiger Gegenstand und befindet sich auf Avalon. Mit dem „Knochensessel“, der aus den Gebeinen des letzten Templergroßmeisters Jacques de Molay geschaffen wurde, ist es möglich, in andere Zeiten und Dimensionen zu reisen.
Außerdem verwendet John Sinclair auch das Pentagramm zum Schutz vor Geistern. Eine weitere Waffe war die „Gnostische Gemme“, ein Amulett, welches Dämonen niederen Ranges vernichten konnte. Da die Magie der Gemme sich allerdings nicht mit der des Silberkreuzes vertrug, wurde die Gemme bei einem versehentlichen Kontakt mit dem Kreuz zerstört.
Der „Blutstein“ war ein roter Edelstein, der aus dem Blut Vlad Draculas geschaffen wurde und schließlich in den Besitz von Dracula II übergeht. Der mächtige Stein erlaubt es ihm, seinen Sarg auch bei Tageslicht zu verlassen und schützt ihn vor Silberkugeln und Holzpfählen. Außerdem heben sich die Kräfte des Blutsteins und von Johns Kreuz gegenseitig auf. Nach vielen Jahren wird der Blutstein schließlich zusammen mit Dracula II durch eine Handgranate zerfetzt.

## Illustrationen
Zu Beginn der Serie wurden fast alle Titelbilder zu den Romanen von dem Spanier Vicente B. Ballestar angefertigt. Unter anderem steuerten auch Vicente Segrelles und Luis Royo mehrere Coverillustrationen bei. Im späteren Verlauf der Serie waren Künstler wie Candy Kay, Erneste J. Spoerr und Koveck für die Gestaltung der Cover verantwortlich. Inzwischen (2020) werden viele der Titelbilder von Timo Würz, Dennis Simcott, Manfred Smietana und Rainer Kalwitz angefertigt.

## Romane
Der Band 1 der Heftserie Im Nachtclub der Vampire erschien am 17. Januar 1978. Seitdem wurden, die im Rahmen der Gespenster-Krimi-Reihe und der Taschenbücher veröffentlichten Romane mitgerechnet, über 2600 Folgen veröffentlicht. Die meisten Bände stammen von Helmut Rellergerd.

## Internationale Veröffentlichungen
John-Sinclair-Romane erschienen in Übersetzung auch in anderen europäischen Ländern wie Belgien, den Niederlanden, Großbritannien, Frankreich, Finnland, und der Tschechischen Republik.

## Hörspiele
Die erste Hörspielserie wurde von 1981 bis 1991 von Tonstudio Braun produziert. Es wurden insgesamt 107 Hörspiele veröffentlicht.
Seit Dezember 2015 kommt diese Serie digital überarbeitet vom Verlag Bastei Lübbe (Lübbe Audio) auf CD neu auf den Markt. Jeden Monat erschienen vier Folgen der Tonstudio-Braun-Klassiker. Bei iTunes wurde jede Woche eine neue Folge angeboten. Seit Folge 60 erscheinen die remasterten Hörspiele nur noch einzeln und nicht wie vorher viermal pro Monat. Grund dafür sind die Lagerkapazitäten der Händler. Die erste Folge der Tonstudio-Braun-Serie erschien zudem, im Rahmen der Neuauflage auf CD, auch als limitierte Auflage auf Schallplatte. Es wurden nur ca. 500 Stück produziert.
Eine weitere Hörspielserie produziert Lübbe-Audio. Diese besteht aus der seit 2000 erscheinenden Edition 2000 und den von 2010 bis 2023 bestehenden Sinclair Classics. In ungleichmäßigen Abständen erscheinen Sondereditionen.
Ab Ende März 2015 erschien John Sinclair parallel mit den Reboots als Hörspiel auf Englisch, als Datei zum Herunterladen. Hier gibt es aber verschiedene Änderungen, so ist er hier ein Afghanistan-Veteran. Alle Hörspiele der Englischen-Adaption erscheinen parallel auch als Romane zum Lesen, ebenfalls zum Herunterladen. Die englischen Folgen gibt es allerdings nicht als CD, sondern nur als MP3-Variante bei diversen Anbietern. Auf ein Cover als Extra wurde verzichtet.
Seit 2019 gibt es unter dem Titel SINCLAIR außerdem ein zeitgenössisches Reboot des John-Sinclair-Universums in deutscher Sprache. Die ersten beiden Staffeln der neuen Hörspielserie erschienen als SINCLAIR: Dead Zone und SINCLAIR: Underworld bei Lübbe Audio und basieren auf den beiden gleichnamigen Taschenbüchern von Dennis Ehrhardt. Das SINCLAIR-Reboot stellt einen Neuanfang dar und spielt in einem düsteren Paralleluniversum, in dem sich die Lebensgeschichten vieler Figuren stark von denen ihrer Pendants aus den Originalromanen unterscheiden.

## Hörbücher

### Lesungen mit Carsten Wilhelm
Die Romane 1700 bis 1749 wurden zusätzlich zu den Romanheften auch als Hörbücher von jeweils rund drei Stunden Dauer veröffentlicht und konnten als Download erworben werden. Gelesen wurden die Romane von Carsten Wilhelm. Die Romanlesungen wurden nach 50 Bänden eingestellt und nicht weiter fortgeführt. Zuvor war im September 2003 bereits das Buch Die Rückkehr des Schwarzen Tods als inszenierte Lesung mit Frank Glaubrecht und Joachim Kerzel über vier CDs erschienen.

#### Folgenindex
1. 1700 – Hüter der Apokalypse (I) (8. Februar 2011)
2. 1701 – Templer-Mirakel (II) (15. Februar 2011)
3. 1702 – Rückkehr der Verdammten (22. Februar 2011)
4. 1703 – So grausam, schön und tödlich (1. März 2011)
5. 1704 – Teuflische Abrechnung (8. März 2011)
6. 1705 – Mein Job in der Horror-Hölle (15. März 2011)
7. 1706 – Lockvogel der Nacht (22. März 2011)
8. 1707 – Das Rätsel der toten Bücher (29. März 2011)
9. 1708 – Angst um Johnny C. (I) (5. April 2011)
10. 1709 – Die Blutprinzessin (II) (12. April 2011)
11. 1710 – Im Bann der schönen Keltin (19. April 2011)
12. 1711 – Der Mond-Mönch (I) (26. April 2011)
13. 1712 – Verflucht bis in den Tod (II) (3. Mai 2011)
14. 1713 – Carlotta und die Vogelmenschen (10. Mai 2011)
15. 1714 – Der Cockpit-Dämon (17. Mai 2011)
16. 1715 – Gewächs des Grauens (24. Mai 2011)
17. 1716 – Assungas Hexensturm (31. Mai 2011)
18. 1717 – Die Fratze der Angst (7. Juni 2011)
19. 1718 – Die Messerkatze (14. Juni 2011)
20. 1719 – Totenmarsch (I) (21. Juni 2011)
21. 1720 – Die Nacht der Voodoo-Queen (II) (28. Juni 2011)
22. 1721 – Verschwunden in der Höllengruft (5. Juli 2011)
23. 1722 – Flucht in die Finsternis (12. Juli 2011)
24. 1723 – Das Templer-Trauma (I) (19. Juli 2011)
25. 1724 – Die Heilige der Hölle (II) (26. Juli 2011)
26. 1725 – Hängt die Hexe höher (2. August 2011)
27. 1726 – Die Polizistin (I) (9. August 2011)
28. 1727 – Der Schrecken von Dartmoor (II) (16. August 2011)
29. 1728 – Luzifers Botin (23. August 2011)
30. 1729 – Totenliebe (30. August 2011)
31. 1730 – Das Schlangengrab (6. September 2011)
32. 1731 – Der Zwitter (13. September 2011)
33. 1732 – Zombie-Theater (20. September 2011)
34. 1733 – Tempel der Unsichtbaren (27. September 2011)
35. 1734 – Hexenhand (4. Oktober 2011)
36. 1735 – Haus der Verfluchten (11. Oktober 2011)
37. 1736 – Die Zombie-Bar (18. Oktober 2011)
38. 1737 – Das Blut der Zauberin (I) (25. Oktober 2011)
39. 1738 – Der Dämonen-Dom (II) (31. Oktober 2011)
40. 1739 – Justines grausamer Urahn (III) (8. November 2011)
41. 1740 – Und er lebt doch! (15. November 2011)
42. 1741 – Die Shanghai-Falle (22. November 2011)
43. 1742 – Satanische Nachbarn (29. November 2011)
44. 1743 – Die Templer-Gruft (6. Dezember 2011)
45. 1744 – Der lebende Albtraum (13. Dezember 2011)
46. 1745 – Die Ketzerbibel (20. Dezember 2011)
47. 1746 – Der teuflische Jäger (27. Dezember 2011)
48. 1747 – So schmeckt der Tod (3. Januar 2012)
49. 1748 – Pakt mit dem Jenseits (10. Januar 2012)
50. 1749 – Teufel auf zwei Rädern (17. Januar 2012)

### Promis lesen Sinclair
Seit Oktober 2023 erscheint die Hörbuchserie Promis lesen Sinclair bei Lübbe Audio, in der prominente Sinclair-Fans ihren jeweiligen Lieblingsroman lesen. Die Lesungen werden zunächst im Streaming und als Download veröffentlicht. Am 26. April 2024 erscheint zusätzlich ein Sammelschuber, der alle fünf Lesungen auf fünf MP3-CDs enthält.

#### Folgenindex
| Nr. | Titel                                   | Prominenter     | Erscheinungsdatum | Roman    |
| --- | --------------------------------------- | --------------- | ----------------- | -------- |
| 1   | Der Zombie-Bus                          | Hennes Bender   | 20. Oktober 2023  | Heft 163 |
| 2   | Horror-Disco                            | Oliver Kalkofe  | 17. November 2023 | Heft 58  |
| 3   | Schrei, wenn dich die Schatten fressen! | Urban Priol     | 8. Dezember 2023  | Heft 87  |
| 4   | Colette und ihr Fallbeil                | Lisa Feller     | 19. Januar 2024   | Heft 213 |
| 5   | Der schwarze Henker                     | Oliver Rohrbeck | 16. Februar 2024  | Heft 14  |

## Fernsehproduktionen
Ende der 1990er Jahre versuchte sich RTL an einer filmischen Umsetzung. Am 13. April 1997 erschien der unter der Regie von Klaus Knoesel entstandene Film  Die Dämonenhochzeit mit Florian Fitz in der Hauptrolle erstmals auf RTL. 1999 wurde eine Fernsehserie produziert, in der Kai Maertens als John Sinclair auftrat. Zu beiden Produktionen nahm Lübbe Audio jeweils ein Hörbuch mit dem jeweiligen Hauptdarsteller auf. Zur Serie wurde der Roman Ich töte jeden Sinclair vertont.
Die Serie orientierte sich nur stellenweise an den Romanen. Die Einschaltquoten blieben hinter den Erwartungen. Eine weitere Fortsetzung der Serie ist nicht geplant. Heute distanziert sich Autor Jason Dark davon. Ein von ihm häufig genannter Grund dafür ist, dass beide Hauptdarsteller schlanke und dunkelhaarige Männer waren, während die Romanfigur John Sinclair blond und durchtrainiert ist. Außerdem wurden Figuren verändert sowie andere Figuren (Suko, Jane Collins) weggelassen. 2009 wurden die gesamten Produktionen als DVD-Sammelbox (FSK 16) veröffentlicht. Die Produktion besteht aus:
- Dem Film „Die Dämonenhochzeit“ (90 min)

Hauptartikel: Geisterjäger John Sinclair: Die Dämonenhochzeit
- Der Serie „Geisterjäger John Sinclair“

Hauptartikel: Geisterjäger John Sinclair (Fernsehserie)

## Comics
In der Comic-Serie Gespenster Geschichten erschien John Sinclair als Unterserie. Insgesamt erschienen mehrere Fünfteiler. 1998 erschien der erste Fünfteiler als Nr. 1262 bis 1266. Dieser Fünfteiler basierte auf dem Im Land des Vampirs-Dreiteiler aus der frühen Romanserie und wurde von Vicente B. Ballestar gezeichnet. Die beiden anderen Fünfteiler erscheinen 2002 als Nr. 1470 bis 1474 sowie 2003 als Nr. 1528 bis 1532. Bis 2005 erschienen drei weitere Fünfteiler, zuletzt in Satans Diensten von Nr. 1600 bis 1604.
Eine eigene Comic-Serie wurde 2004 von Bastei aufgelegt, welche jedoch nach sechs Bänden 2005 wieder eingestellt wurde.

## Videospiele
1998 wurde das Sinclair-Computerspiel Evil Attacks für den PC auf den Markt gebracht. Das Spiel war ein Adventure, erhielt aber allgemein schlechte Kritiken in den Computerspiele-Magazinen. 2004 erschien ein John-Sinclair-Handyspiel. Der Ego-Shooter wurde von Elkware vertrieben.

## Spin-offs

### Sinclair Academy
Zwischen dem 10. Juni 2016 und dem 30. Juni 2017 veröffentlichte der Lübbe-Verlag mit der Serie Sinclair Academy – Die neuen Geisterjäger einen Ableger, welcher laut Verlagsangaben „die Abenteuer von 'Geisterjäger John Sinclair' in die nächste Generation fortführt“. Darin geht es um die Abenteuer von vier angehenden Kämpfern gegen die Mächte des Bösen, Jack und seine Mitstreiter Staysy, Hassan und Sachiko, welche von John Sinclair ausgewählt wurden und sich in der Ausbildung befinden. Dabei müssen sie sich im Kampf gegen Geister und Dämonen als Team bewähren. Voraussetzung für die Aufnahme in die Sinclair Academy ist, dass man bereits schmerzhafte Erfahrungen mit dem Übernatürlichen gemacht hat.
Die von einem Autorenteam verfasste Serie erschien monatlich in Form von E-Books und als inszeniertes Hörbuch auf CD und als Download, wobei jede Folge in sich abgeschlossen ist. Von 2016 bis 2017 erschienen insgesamt 13 Bände, danach wurde die Serie nicht weitergeführt.
Folgende Bände wurden insgesamt veröffentlicht:

| Bd. | Titel                            | Autor           | Erscheinungsdatum |
| --- | -------------------------------- | --------------- | ----------------- |
| 1   | Belphegor – Der Fluch des Dämons | Carson Hammer   | 10. Juni 2016     |
| 2   | Onna – Die Frau mit der Fratze   | David Black     | 14. Juli 2016     |
| 3   | Die Stadt aus dem Abgrund        | Philip M. Crane | 12. August 2016   |
| 4   | Sturm über Arbordale             | Carson Hammer   | 9. September 2016 |
| 5   | Das Grauen von Oxford            | David Black     | 14. Oktober 2016  |
| 6   | Cyber-Dämonen                    | Philip M. Crane | 11. November 2016 |
| 7   | Haus der verlorenen Seelen       | Carson Hammer   | 2. Dezember 2016  |
| 8   | Dämon der Schuld                 | David Black     | 13. Januar 2017   |
| 9   | Die Spur des Berserkers          | Philip M. Crane | 24. Februar 2017  |
| 10  | Das kalte Kind                   | Carson Hammer   | 24. März 2017     |
| 11  | Die Rache des Voodooprinzen      | David Black     | 28. April 2017    |
| 12  | Brandjagd                        | Philip M. Crane | 26. Mai 2017      |
| 13  | Belphegors Rückkehr              | Carson Hammer   | 30. Juni 2017     |

### Dark Land
Seit dem 22. November 2016, parallel zum Erscheinen von Band 2002 der Hauptserie, wurde mit Dark Land – Gefangen in der Anderswelt ein weiterer 14-täglich erscheinender Spin-off als Heftserie und E-Book im Bastei-Verlag veröffentlicht. Darin begibt sich laut Verlagsankündigung „ein bekannter Charakter [Anmerkung: Johnny Conolly] aus Geisterjäger John Sinclair auf eine Reise in eine Dimension voller Schrecken. Er jagt einen Dämon – den grausamen Mörder, der sein Leben zerstört hat. Er muss ihn finden, um jeden Preis. Denn er will Rache! Und so durchschreitet er ein magisches Tor, das ihn nach Dark Land führt, einer dämonischen Welt jenseits unserer Vorstellungskraft.“ Nach Band 42 wurde die Serie eingestellt.
Folgende Bände sind insgesamt erschienen:

| Bd. | Titel                                    | Teil    | Autor          | Erscheinungsdatum  |
| --- | ---------------------------------------- | ------- | -------------- | ------------------ |
| 1   | Böses Erwachen                           |         | Graham Grimm   | 22. November 2016  |
| 2   | Kein Zurück!                             |         | Graham Grimm   | 6. Dezember 2016   |
| 3   | Grauen im Rampenlicht                    |         | Logan Dee      | 20. Dezember 2016  |
| 4   | Sinatown – Stadt der Sünde               |         | Logan Dee      | 3. Januar 2017     |
| 5   | Abtrünnig                                |         | Marc Freund    | 17. Januar 2017    |
| 6   | Verlorene Seelen                         |         | Rafael Marques | 31. Januar 2017    |
| 7   | Die schwarze Witwe                       |         | Logan Dee      | 14. Februar 2017   |
| 8   | Manchmal kommen sie zurück               |         | Graham Grimm   | 28. Februar 2017   |
| 9   | Die Bestie                               |         | Logan Dee      | 14. März 2017      |
| 10  | Sie kommen                               |         | Marc Freund    | 28. März 2017      |
| 11  | Die Henker                               |         | Rafael Marques | 11. April 2017     |
| 12  | Priester der Verwesung                   |         | Michael Breuer | 25. April 2017     |
| 13  | Dead End Asylum                          |         | Logan Dee      | 9. Mai 2017        |
| 14  | Der Tiefenmahr                           |         | Alfred Bekker  | 23. Mai 2017       |
| 15  | Arena der Monster (Die finstere Legende) | 1 von 2 | Logan Dee      | 6. Juni 2017       |
| 16  | Hexenmoor (Die finstere Legende)         | 2 von 2 | Logan Dee      | 20. Juni 2017      |
| 17  | Götterdämmerung                          |         | Rafael Marques | 4. Juli 2017       |
| 18  | Candyland                                |         | Logan Dee      | 18. Juli 2017      |
| 19  | Das Schwarze Buch                        |         | Rafael Marques | 1. August 2017     |
| 20  | Nachtvorstellung                         | 1 von 2 | Logan Dee      | 15. August 2017    |
| 21  | Die Erbin der Hexe                       | 2 von 2 | Logan Dee      | 29. August 2017    |
| 22  | Piraten der Dämmerung                    |         | Rafael Marques | 12. September 2017 |
| 23  | Dunkle Vorzeichen                        |         | Marc Freund    | 26. September 2017 |
| 24  | Vampir-Angriff                           | 1 von 2 | Rafael Marques | 10. Oktober 2017   |
| 25  | Hell-o-ween                              | 2 von 2 | Logan Dee      | 24. Oktober 2017   |
| 26  | Eine von euch                            |         | Marc Freund    | 7. November 2017   |
| 27  | Die schwärzeste Nacht                    |         | Rafael Marques | 21. November 2017  |
| 28  | Der Fänger                               |         | Rafael Marques | 5. Dezember 2017   |
| 29  | Eisnacht                                 | 1 von 2 | Logan Dee      | 19. Dezember 2017  |
| 30  | Neujahrs-Tod                             | 2 von 2 | Rafael Marques | 30. Dezember 2017  |
| 31  | Unheil über Sinatown                     |         | Logan Dee      | 16. Januar 2018    |
| 32  | Aufbruch ins Ungewisse                   |         | Rafael Marques | 30. Januar 2018    |
| 33  | Tag der Offenbarung                      |         | Marc Freund    | 13. Februar 2018   |
| 34  | Spiel des Schicksals                     |         | Rafael Marques | 27. Februar 2018   |
| 35  | Der Clan vom Long River                  |         | Logan Dee      | 13. März 2018      |
| 36  | Endstation Nirgendwo                     |         | Marc Freund    | 27. März 2018      |
| 37  | Tödliche Rückkehr                        |         | Rafael Marques | 10. April 2018     |
| 38  | Twilight City in Flammen                 |         | Michael Breuer | 24. April 2018     |
| 39  | Geist der Vergeltung                     |         | Rafael Marques | 8. Mai 2018        |
| 40  | Nächte des Wahnsinns                     |         | Logan Dee      | 22. Mai 2018       |
| 41  | Die Zeit des Jägers                      |         | Marc Freund    | 5. Juni 2018       |
| 42  | Die letzten Stunden von Twilight City    |         | Rafael Marques | 19. Juni 2018      |

## Sonstiges
2008, 2009 und 2013 ging das Vollplaybacktheater mit einer Comedy-Theatershow zur Hörspielfolge Das Horror-Schloss im Spessart auf bundesweite Clubtour.
Seit 2009 erscheint zudem beim Spieleverlag Ulisses ein lose auf der Roman- und Hörspielserie beruhendes Rollenspiel.
Zum Erscheinen von Band 2000 der Heftromanserie (Das Höllenkreuz) am 8. November 2016 veranstaltete der Bastei-Verlag am 5. November 2016 die 1. John-Sinclair-Convention in Köln. Programmpunkte waren Talks und Autogrammstunden, Diskussionsrunden, ein Hörspiel-Casting, ein Kostüm-Wettbewerb, ein Leichenschmaus, eine Händler-Zone und zum Finale die Uraufführung des brandneuen Live-Hörspiels Das Horror-Taxi von New York. Gäste waren Jason Dark, Dietmar Wunder, Wolfgang Hohlbein, Franziska Pigulla, Martin May, Mark Benecke und andere. Im September 2018 fand die Convention zum zweiten Mal statt, diesmal in der Stadthalle Köln-Mülheim.
Auf YouTube wird seit dem 11. Oktober 2020 der offizielle John Sinclair Night Talk veröffentlicht, moderiert vom Comedian Hennes Bender. In den jeweils circa 20-minütigen Talkshow-Folgen werden Interviews mit den Machern der Roman- und Hörspielserien geführt und dabei auf die jahrzehntelange Geschichte der Sinclair-Reihe zurückgeblickt. Zu den bisherigen Gästen gehörten unter anderem die Hörspielsprecher Dietmar Wunder, Martin May und Katy Karrenbauer, sowie die Sinclair-Autoren Jason Dark, Ian Rolf Hill und Rafael Marques.
Zum 50. „Geburtstag“ von John Sinclair im Jahr 2023 veröffentlichte der Verlag das von Jason Dark verfasste Jubiläumsbuch Villa Wahnsinn, das neben dem Roman auch Fotos, Interviews, einen Zeitstrahl, Kurzgeschichten und Hintergrundinformationen enthält. Weiterhin erschienen das Sachbuch Dunkle Legenden – Fakten, Mythen, Hintergründe und Band 3 des John Sinclair Lexikons, welche beide von Florian Hilleberg (Ian Rolf Hill) geschrieben wurden. Ferner fand am 15. Juli 2023 ein Jubiläumsevent in Köln statt.